# San Miguel del Padrón
San Miguel del Padrón è un municipio della capitale cubana dell'Avana.